# Federico Jorge Klemm
Federico Jorge Klemm, nacido como Bedřich/Friedrich Klemm  (Checoslovaquia; 25 de marzo de 1942-Buenos Aires, Argentina; 27 de noviembre de 2002) fue un artista, coleccionista, divulgador y crítico de arte, mecenas y empresario checo-argentino. Además de ser muy reconocido como conductor de televisión y divulgador cultural, formó una colección única en Latinoamérica y fue pionero en la gestión de fundaciones artísticas en Argentina.
Es considerado un icono pop de la cultura de la década de los 90 en Argentina y un precursor de la cultura queer.

## Biografía

### Primeros años
Friedrich Klemm nació en 1942 en Checoslovaquia actual República Checa, único hijo de un industrial alemán y una madre checoslovaca que se mudaron a Buenos Aires en 1949.
Desde adolescente se inclina por el arte: a los 14 años realizó estudios sobre la obra de Toulouse-Lautrec, Picasso, Van Gogh y pintores argentinos. Poco después estudió canto lírico con Ruzena Horakova y arte dramático con Marcelo Lavalle.

### Década de 1970-80

#### Persecución y hostigamiento en la década de los '70
En los años 1970, fue perseguido, torturado y detenido varias veces por militares y policías de la última dictadura cívico-militar argentina (1976-1983). En una ocasión, la policía lo detiene en la vía pública y lo arrastra por los cabellos hasta arrancarle el cuero cabelludo, generándole una infección posterior y un daño del cual nunca se recuperó completamente, obligándolo desde entonces a utilizar su característica peluca hasta el día de su muerte.
Tanto en los años '70 como en los años '80 participó de varias performances de artistas y espacios artísticos ligados con él, como Marta Minujín o el Instituto Di Tella.

### Años '90
Famoso por sus retratos de personajes públicos, donde la belleza, el poder y el glamour fueron el símbolo aglutinante, Klemm tuvo una alta exposición pública y mediática a partir de los años 1990, mientras que en silencio desarrolló un trabajo de mecenas del arte, desconocido por el gran público. 

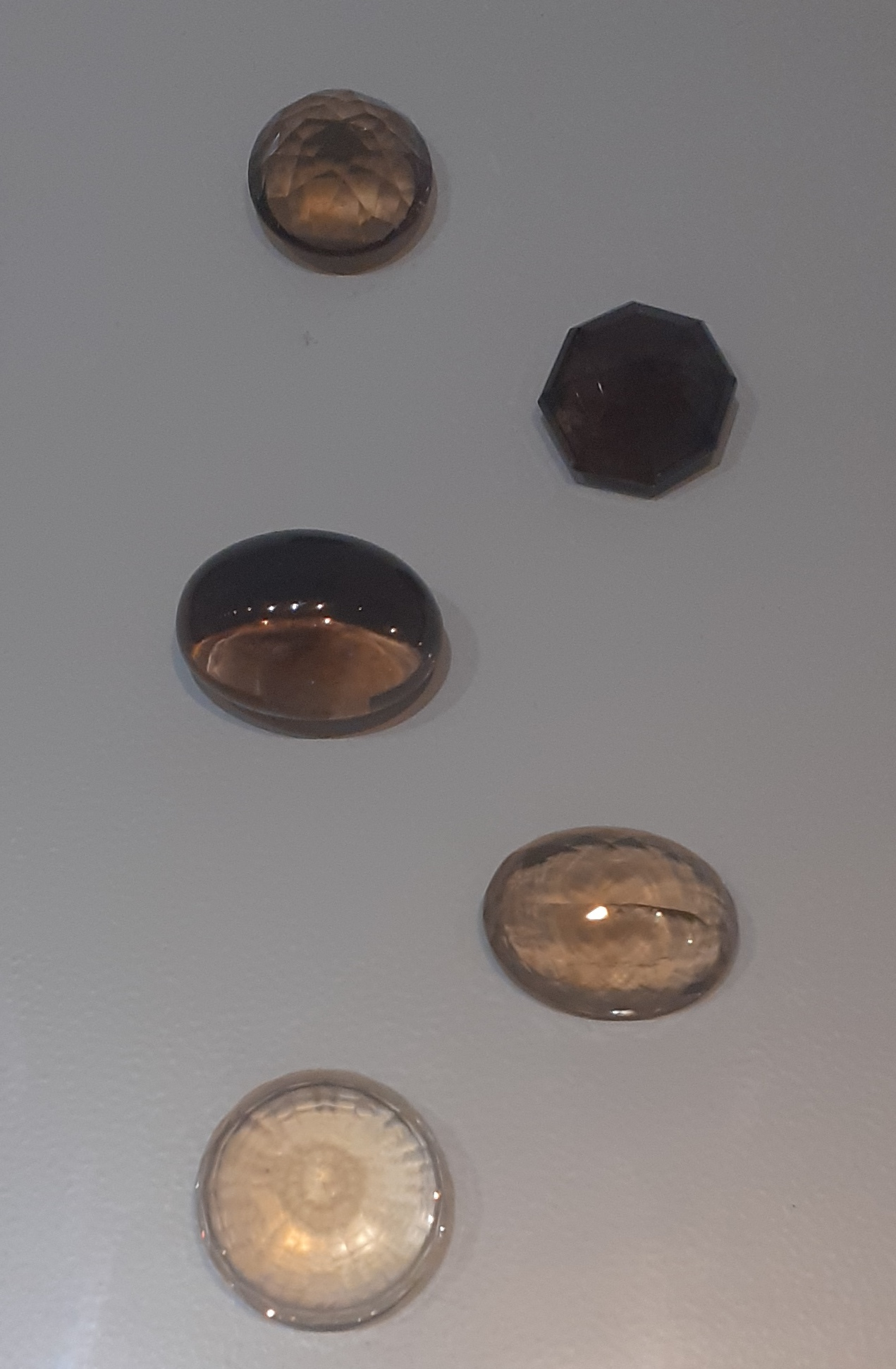
Topacios de la colección personal de Federico Klemm

Abre su galería de arte en 1992 en las calles Marcelo T. de Alvear y Florida de Buenos Aires. En 1995, creó en esta misma sede la Fundación Federico Jorge Klemm; en el acto inaugural enunció sus propósitos: 

Nuestro principal esfuerzo va dirigido hacia la proyección global del arte contemporáneo en la Argentina, dentro de una época de crisis de los valores éticos, morales y espirituales, donde se van diluyendo los cánones tradicionales del arte. Dentro de los preceptos esenciales de nuestra fundación está el de promover jóvenes, sobre todo a aquellos que poseen una visión pictórica coincidente con nuestra visión globalizante del arte en función de las necesidades espirituales del hombre.

Klemm pasa a ser conocido por el gran público como conductor de televisión, resaltando por la actitud excéntrica y provocativa que presentaba en su programa televisivo El banquete telemático, el cual era emitido por la señal de cable Canal (á) y conducido por él junto al crítico y teórico Charlie Espartaco. Desde este prgrama Klemm realizaba una difusión de los grandes temas de la historia del arte universal junto a las expresiones más destacadas de la plástica argentina de esos años; estas producciones tuvieron como propósito construir en la sociedad de masas una mirada enriquecida sobre el hecho plástico-artístico en general y reflexionar sobre su puesta en valor, en especial en la vida del hombre contemporáneo.

### Últimos años y muerte
Klemm falleció a los 60 años en el Hospital Alemán de Buenos Aires el 27 de noviembre del 2002, luego de dos semanas de internación a causa de una neumonía. Sus restos descansan en el Cementerio Alemán de la Ciudad de Buenos Aires.

## Críticas
El 8 de agosto de 1998, en una nota publicada en el suplemento Radar del diario Página/12, se realizan una serie de críticas en torno a su estética personal, sus orígenes, criterio artístico y motivaciones personales.

## Legado

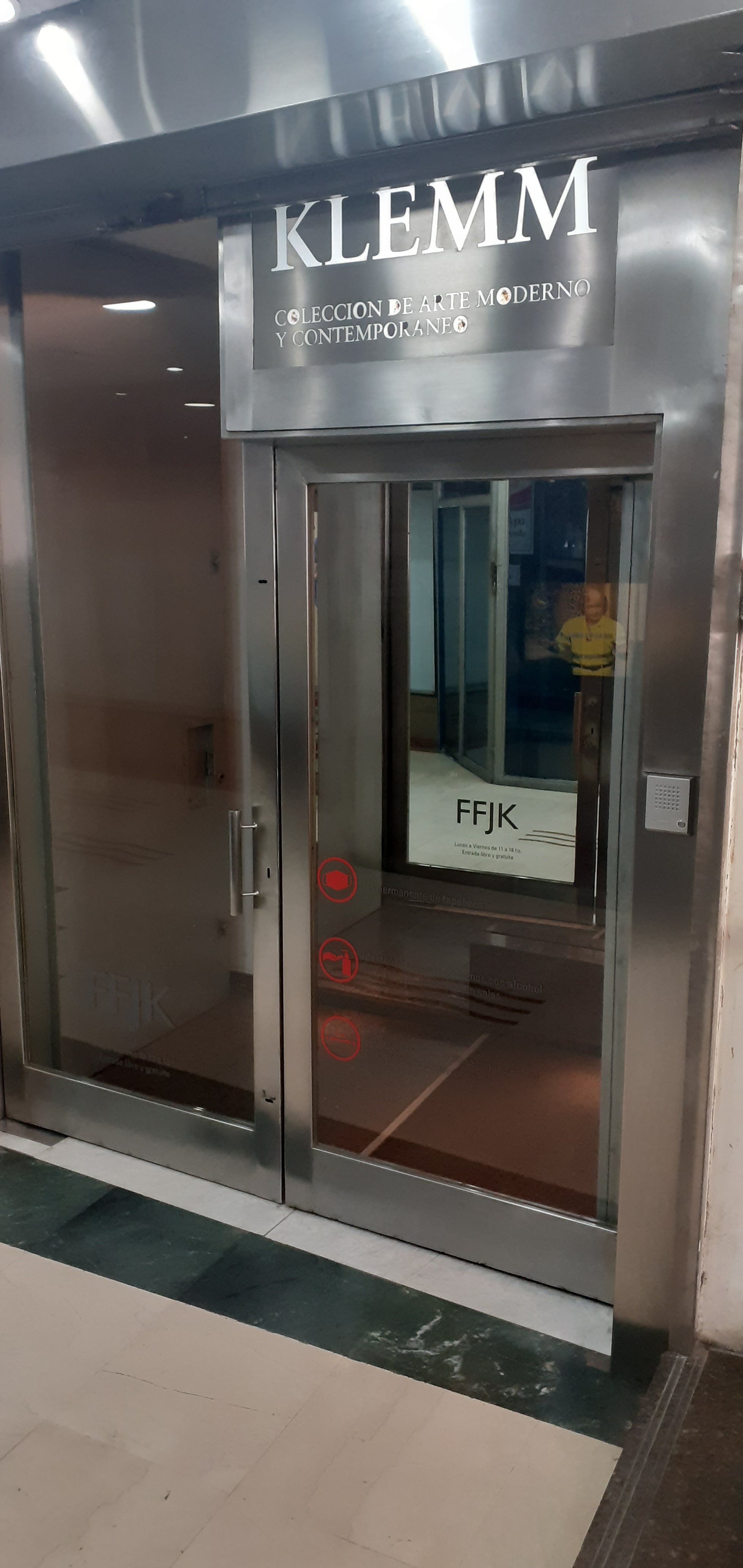
Entrada a la Fundación Federico Jorge Klemm en 2023

En su testamento, Klemm dejó su patrimonio en manos de la Academia Nacional de Bellas Artes que tendría acceso al total de las obras cuando se acaben los fondos que él dejó especialmente para la Fundación.
La Fundación Federico Jorge Klemm se dedica a exhibir de manera permanente la colección de arte moderno y contemporáneo nacional e internacional; a realizar cada año el Premio Federico Jorge Klemm a las Artes Visuales; a presentar exposiciones temporarias; a editar libros y catálogos dedicados a las artes visuales y la teoría del arte contemporáneo; a organizar cursos, seminarios y conferencias sobre los temas propicios de la Fundación, a cargo de especialistas. 

## Premios y reconocimientos
- El 28 de julio de 1998, recibió el Premio de Reconocimiento al Mérito Artístico, entregado por el expresidente Carlos Menem en la casa de gobierno.[12]
- En 2022 la Fundación fue reconocida con un Premio Konex por su aporte a las artes visuales en décadas pasadas.
- Premio Martín Fierro 2002, In Memoriam.

## Obras
Algunas de sus obras más destacadas son:

### Pinturas
- La Crucifixión (1994)
- David y Goliat (1994)
- Sansón y Dalila (1994)
- El dolor de Priapo (1995)
- Sebastián (1996)
- Río de la Plata (1997)
- Metamorfosis (Santa Clara de Asís) (1997)
- Transmigraciones, I (2000)

### Esculturas
- Cristología sangrante (1998)

## Filmografía

### Televisión
- El Banquete Telemático (conductor)

#### Participaciones
Ha participado en una gran cantidad de programas televisivos, tales como: 
- Un aplauso para el asador
- Maru a la tarde
- Poné a Francella (temporada 2°, cap. 20)
- Grandiosas
- Sábado bus

### Cine
| Año  | Título                               | Personaje |
| ---- | ------------------------------------ | --------- |
| 2002 | Sidra (cortometraje)                 | Él mismo  |
| 1996 | La dama regresa                      |           |
| 1971 | Ayer Buenos Aires Hoy (cortometraje) | Él mismo  |

### Videoclips
| Año  | Canción        | Artista                         |
| ---- | -------------- | ------------------------------- |
| 1995 | "Jaguar House" | Illya Kuryaki & The Valderramas |

## Teatro
- ¡Oh sólida carne!

## Publicaciones de su autoría
- Federico Klemm: telecristales (1998).[15]